# Associazione Sportiva Dilettantistica Seregno Hockey
L'Associazione Sportiva Dilettantistica Seregno Hockey, més coneguda com a Seregno Hockey, és un equip d'hoquei sobre patins de la localitat italiana de Seregno, a la Llombardia. El club fou fundat el 1968 i actualment milita a la Sèrie2.
L'any 1990 guanyà la Copa de la CERS al derrotar el FC Barcelona a la final. Alhora, aquest impuls internacional li servi per guanyar la Lliga italiana d'hoquei sobre patins la temporada següent, la 1990/91.
L'any 1992 disputà la final de la Copa d'Europa, en la que fou derrotat pel gallec Hockey Club Liceo de La Coruña.

## Palmarès
- 1 Copa de la CERS: 1990
- 1 Lliga italiana d'hoquei sobre patins: 1990/91